# Conti di Vermandois
Il seguente è un elenco cronologico dei conti di Vermandois.

## Conti beneficiari di Vermandois
- Leodegario (ca. 484).
- Emeranno (ca. 511), figlio del precedente.
- Wagon I (ca. 550).
- Wagon II (ca. 600), figlio del precedente.
- Bertrude, figlia del precedente e moglie di Clotario II, portò il Vermandois nei domini reali.
- Garifredo (ca. 660).
- Ingomaro (ca. 680).

## Conti beneficiari di Vermandois e abati di Saint Quentin de Monte
- Bernardo, figlio di Carlo Martello, abate di San Quintino de Monte (attuale Mont-Saint-Quentin, vicino a Péronne).
- Geronimo, fratello del precedente, conte di Vermandois e abate di San Quintino de Monte (714-771).
- Fulrado di San Quintino, figlio del precedente, abate di San Quintino de Monte (dopo il 771).
- Guntardo, conte di Vermandois (771-833) e successivamente abate di San Quintino de Monte (fino all'833).
- Ugo figlio illegittimo di Carlo Magno, abate di San Quintino de Monte (833-844).
- Adelardo, figlio di Gisla, nipote di Carlo Magno, conte of Vermandois (833-864) e successivamente abate di San Quintino de Monte (844-864).
- Baldovino Braccio di Ferro, abate di San Quintino de Monte (864-879).
- Teodorico (864-886), discendente di Childebrando, fratello di Carlo Martello, conte di Vermandois (ca. 876), poi abate di San Quintino de Monte (879-886).

## Carolingi
- Pipino I (815- dopo l'850), figlio di Bernardo d'Italia, conte di Péronne e del Vermandois.
- Erberto I (896-907), figlio di Pipino I, conte di Péronne e di Meaux. Sposò Liutgarda, forse figlia di Adalelmo, conte di Troyes.
- Erberto II (907-943), figlio del precedente, conte di Vermandois e Meaux. Sposò Adele, figlia di Roberto I di Francia.
- Alberto I il Pio (943-987), figlio del precedente, conte di Vermandois. Sposò Gerberge, figlia di Gilberto di Lotaringia e di Gerberga di Sassonia,.
- Erberto III (987-ca.1000), figlio del precedente, conte di Vermandois. Sposò una certa Ermengarda di Bar-sur-Seine.
- Alberto II (ca. 1000-1010), figlio del precedente, conte di Vermandois. Si fece monaco.
- Ottone I, (1010-1045), fratello del precedente, conte di Vermandois. Sposò una certa Pavie.
- Erberto IV (1045-1080), figlio del precedente, conte di Vermandois e di Valois. Sposò Adelaide del Vexim, figlia di Raul IV di Vexin, da cui ebbe: Oddone detto l'Insensato, disereditato, e Adelaide, ereditiera, sposa di Ugo I di Vermandois.
- Oddone I (1080-1085), figlio del precedente, privato del titolo per deficienza.
- Adelaide (1085-1101), sorella del precedente, contessa di Vermandois e Valois, sposata a Ugo I il Grande

## Capetingi

Blasone dei conti capetingi di Vermandois

- Ugo I il Grande (1085-1101), figlio di Enrico I di Francia e Anna di Kiev, conte di Vermandois e Valois. Sposò Adelaide di Vermandois (ca. 1062-1122), figlia di Erberto IV e Alice di Valois.
- Raul I il Prode o il mezzo cieco (1101-1152), figlio del precedente, conte di Vermandois e Valois. Sposò: verso il 1120 (annullamento nel 1142) Eleonora di Blois, figlia di Stefano II di Blois; nel 1142 (annullamento nel 1151) Petronilla d'Aquitania (ca. 1125-1153), figlia di Guglielmo X d'Aquitania; nel 1152 Loretta d'Alsazia, figlia di Teodorico di Alsazia (ca. 1120-1175).
- Ugo II (1152-1160), figlio del precedente e di Eleonora, conte di Vermandois e Valois, fattosi monaco.
- Rodolfo II (1160-1167), figlio di Raul I e Petronilla, conte di Vermandois e Valois. Sposò Margherita I di Fiandra, figlia di Teodorico di Alsazia.
- Filippo d'Alsazia (1167-1185), conte delle Fiandre, conte di Vermandois e Valois per il matrimonio con Elisabetta di Vermandois (1143-1183), figlia di Raul I e Petronilla.

Filippo d'Alsazia, rimasto vedovo, dovette restituire il Vermandois alla corona. Re Filippo II Augusto concesse il titolo putativo a Eleonora, figlia di Raul I e Petronilla.

## Conti non dinastici
- Luigi di Borbone (1669-1683), figlio legittimato di Luigi XIV di Francia e Louise de La Vallière.